# Joseph Jenkins Roberts

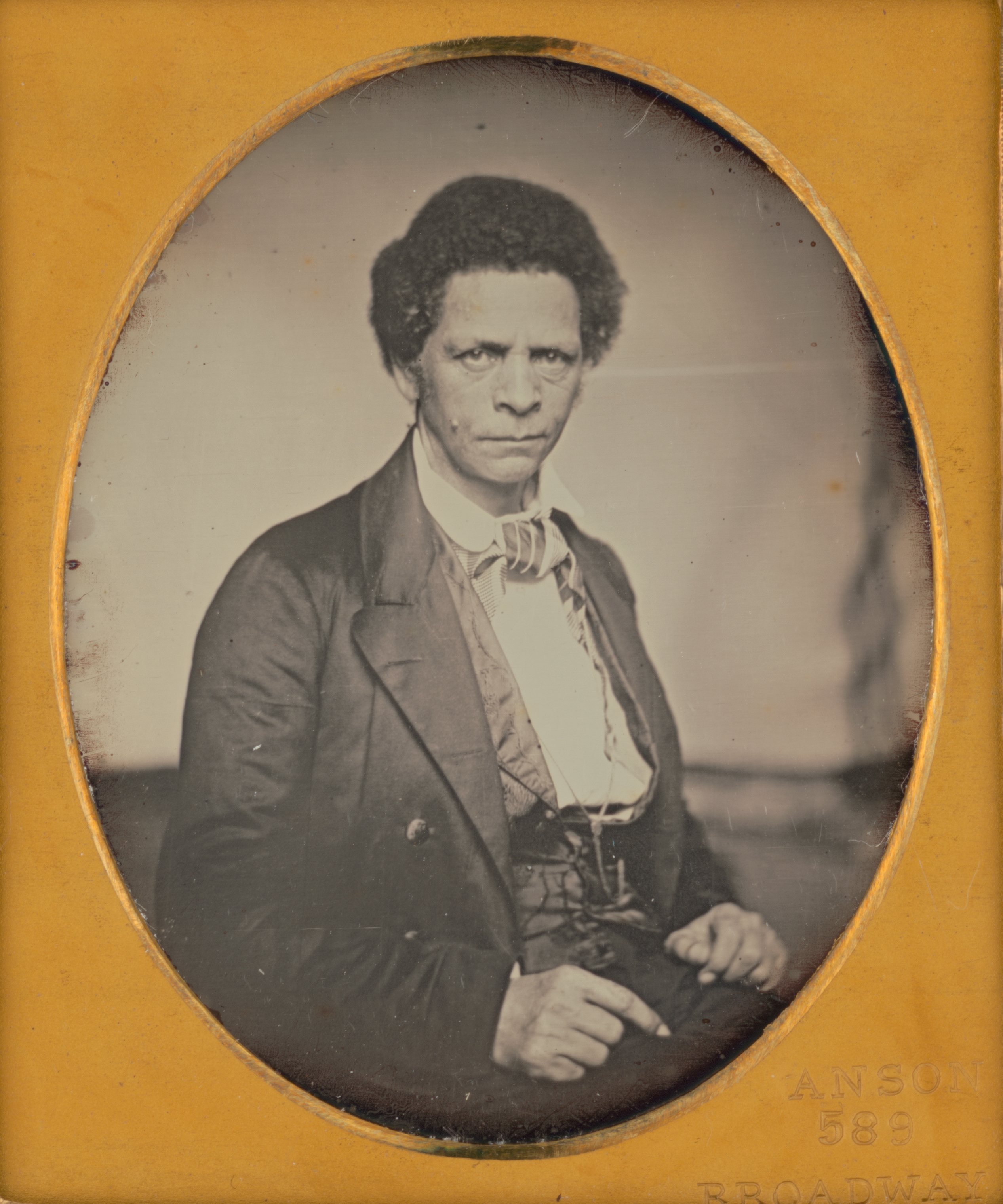
Joseph Jenkins Roberts, cirka 1851.

Joseph Jenkins Roberts, även känd under smeknamnet J.J. Roberts. Född 15 mars 1809 i Norfolk i Virginia i USA, död 24 februari 1876 i Liberia, var en liberiansk politiker. 1829 flyttade han med sin familj till Liberia och blev adjutant till guvernören Thomas Buchanan som hade tillsatts av American Colonization Society. I striderna med stammarna Dey och Golah blev Roberts en av Buchanans mest effektiva befälhavare. Efter att Buchanan dog blev Roberts guvernör 1841-1848. Han var Liberias förste svarte guvernör och har kallats "Liberias fader". Han blev Liberias förste president 3 januari 1848-7 januari 1856 och var därefter president en andra period 1 januari 1872-3 januari 1876. Däremellan grundade han och ledde universitetet Liberia College. Han dog mindre än två månader efter sin andra presidenttid. Han testamenterade hela sin förmögenhet på 10 000 liberianska dollar och sina samtliga lantegendomar till landets utbildningssystem.